# Ancient Funeral Cult
«Ancient Funeral Cult» (Еншент Ф’юнерал Калт, англ. стародавній поховальний культ) — студійний блек-метал проєкт з України. Існує з 2007 року. Тематикою творчості є антихристиянство та смерть.
Окрім того, «Ancient Funeral Cult»  - виключно студійний проєкт, який не дає живих виступів.

## Життєпис

### 2007-2012
Гурт був створений у 2007 році
В період 2007 - 2011 гурт записав демо та готував метеріал для дебютного альбому.
Протягом жовтня 2011 - січня 2012 було записано дебютний альбом "Город зла".

### 2013
2013 в почалась плідна співпраця із видавницьким угрупованням Depressive Illisions Records: 19 лютого у форматі CD-R накладом 33 примірників було видано альбом "Город зла".

### 2014
6 червня видавницькими угрупованнями Chupacabra Productions та In-Line Records у форматі компакт-касети накладом 66 примірників було видано альбом "Деяния святых апостолов".
16 червня видавницьким угрупованням Depressive Illisions Records у форматі CD-R накладом 66 копій було видано альбом "Отвращение".
4 липня видавницьким угрупованням Floppy Noise Records (підрозділ Depressive Illisions Records) у форматі гнучкого диска накладом 33 копій було видано сингл "I Fucked God When He Was Drunk".
12 серпня Depressive Illisions Records у форматі CD-R накладом 66 примірників видали спліт-альбом із французьким блек-метал - нойз виконавцем Tank Genocide.
Також у серпні Depressive Illisions Records у форматі CD-R накладом 66 примірників видали "Ancient Funeral Cult vs Skaz Split 2013" - спліт-альбом із гуртом Сказ, в котрому також грає DLL.
14 вересня Depressive Illisions Records у форматі компакт-касети накладом 100 примірників видали альбом "Иконы гнилья".
18 вересня Depressive Illisions Records у форматі CD-R накладом 66 примірників видали сингл "Духовные скрепы".
Також у вересні Depressive Illisions Records у форматі CD-R накладом 66 примірників видали спліт-альбом із хорватським блек-метал виконавцем Zimorog.
3 жовтня Depressive Illisions Records у форматі CD-R накладом 66 примірників видали спліт-альбом із британським блек-метал колективом Artisian.
5 жовтня Depressive Illisions Records у форматі CD-R накладом 66 примірників видали спліт-альбом із бразильським блек-метал виконавцем Blackmoon Eclipse.
9 жовтня Depressive Illisions Records у форматі CD накладом 66 примірників видали спліт-альбом із НСБМ-виконавцем із Боснії і Герцеговини - 1389.
11 жовтня Depressive Illisions Records у форматі CD-R накладом 66 примірників видали "Raw Vagina Nun Gives Me the Power" - спліт-альбом із блек-метал-виконавцем із США - Beröslef.
19 жовтня Depressive Illisions Records у форматі CD-R накладом 66 примірників видали "When Everything Was Gone" - спліт-альбом із блек-метал-виконавцем із США - Allumn.

### 2015
7 січня Depressive Illisions Records у форматі CD-R накладом 66 примірників видали сингл "Ancient Funeral Cult".
13 лютого Barbatos Productions у форматі CD накладом 100 примірників видали альбом "Відсіч".
6 червня Anti Trend Records у форматі компакт-касети накладом 100 примірників видали "Death's Embrace" - спліт-альбом із французьким блек-метал виконавцем Medieval Art та хорватсько-техаським ДСБМ-проєктом Desperation.
15 листопада Anti Trend Records у форматах компакт-касети та CD-R видали альбом "Сатанеешь".

### 2017
Другої половини року вийшов альбом "Слово пастыря", для ознайомлення доступний тізер альбому [Архівовано 30 березня 2016 у Wayback Machine.].

### 2023
Станом на 2023 рік проєкт перебуває в «творчій відпустці» у звʼязку з перебуванням лідера гурту з 2017 року в лавах Збройних сил України.

## Дискографія
| Назва                                   | Переклад                                        | Тип                                  | Рік  |
| --------------------------------------- | ----------------------------------------------- | ------------------------------------ | ---- |
| Город зла                               | Місто зла                                       | Повноцінний альбом                   | 2013 |
| Деяния святых апостолов                 | Діяння святих апостолів                         | Повноцінний альбом                   | 2014 |
| Отвращение                              | Відраза                                         | Повноцінний альбом                   | 2014 |
| I Fucked God When He Was Drunk          | Я трахнув Бога, поки той був п’яний             | Сингл                                | 2014 |
| Ancient Funeral Cult vs Skaz Split 2013 | Стародавній поховальний культ проти Сказу       | Спліт із Сказом                      | 2014 |
| Tank Genocide / Ancient Funeral Cult    | Танковий геноцид, Стародавній поховальний культ | Спліт із Tank Genocide               | 2014 |
| Zimorog / Ancient Funeral Cult          | Зиморог, Стародавній поховальний культ          | Спліт із Zimorog                     | 2014 |
| Иконы гнилья                            | Ікони гнилі                                     | Повноцінний альбом                   | 2014 |
| Духовные скрепы                         | Духовні кайдани                                 | Сингл                                | 2014 |
| Ancient Funeral Cult / Artisian         | Стародавній поховальний культ, Артісіан         | Спліт із Artisian                    | 2014 |
| Fog of War                              | Туман війни                                     | Спліт із Blackmoon Eclipse           | 2014 |
| Ancient Funeral Cult / 1389             | Стародавній поховальний культ, 1389             | Спліт із 1389                        | 2014 |
| Raw Vagina Nun Gives Me the Power       | Ніжна піхва черниці надає мені сил              | Спліт із Beröslef                    | 2014 |
| When Everything Was Gone                | Коли усе минуло                                 | Спліт із Allumn                      | 2014 |
| Ancient Funeral Cult                    | Стародавній поховальний культ                   | Сингл                                | 2015 |
| Відсіч                                  |                                                 | Повноцінний альбом                   | 2015 |
| Death's Embrace                         | Обійми Смерті                                   | Спліт із Medieval Art та Desperation | 2015 |
| Сатанеешь                               | Сатанієш                                        | Повноцінний альбом                   | 2015 |
| Слово Пастыря                           | Слово Пастиря                                   | Повноцінний альбом                   | 2017 |

## Учасники гурту
- Viktor - вокал, тексти, гітара, бас-гітара (з 2007; також у Christus Mortuus Est та в концертному складі Сказу)
- DLL - гітара, бас-гітара, ударні (з 2010; також у Сказі, Gore Inhaler, Through)

### Колишні учасники
- Sam - гітара (короткочасно у 2007 та 2013; нині у Сказі)